# Петрачкова, Надежда Никитична
Надежда Никитична Петрачкова (1924—1943) — подпольщица Великой Отечественной войны, участница антифашистской организации «Молодая Гвардия».

## Биография
Надежда Петрачкова родилась 20 июня 1924 года в городе Кадиевке (ныне г. Стаханов) Ворошиловградской области в семье шахтера, кавалера ордена Ленина. С 1927 года Петрачковы жили в поселке Краснодон. Надя училась в средней школе № 22, работала пионервожатой. В 1939 году она вступила в члены ВЛКСМ. Перед оккупацией училась в 10 классе.
После прихода немцев летом 1942 года Надя устроилась на работу на шахту № 5, где распространяла листовки,
проводила беседы с женщинами, работавшими вместе с ней, собирала медикаменты. В «Молодую гвардию» вступила в октябре 1942 года. Участвовала в изготовлении красного флага, который был вывешен на высотном здании 7 ноября в честь праздника — 25 годовщины Великой Октябрьской социалистической революции.
12 января 1943 года Надежда была арестована. После пыток её сбросили в шурф шахты № 5.
Надежда Петрачкова похоронена в братской могиле молодогвардейцев в центре Краснодона.